# Домашевич, Сергей Владимирович
Сергей Владимирович Домашевич (бел. Сяргей Уладзіміравіч Дамашэвіч, 2 февраля 1965, Лунинец, Брестская область — 13 июня 2025) — советский и белорусский футболист, полузащитник.

## Карьера
Начал заниматься футболом в ДЮСШ г. Лунинец, тренер М. Н. Олешкевич. Окончил пинское СПТУ-28 по специальности тракториста-машиниста. Одновременно играл в юношеском первенстве БССР на приз «Физкультурника Белоруссии» «Хрустальный мяч». В 1983 году играл в чемпионате БССР за «Машиностроитель» (Пинск).
В 1984—1985 годах проходил армейскую службу в Афганистане — в инженерно-сапёрном подразделении сапёрных войск возле Кандагара. В 1986 и в 1987 году вновь отыграл в «Машиностроителе». Следующие два сезона провёл в команде второй лиги «Динамо» (Брест) — 62 игры, 4 мяча. В 1989 году сыграл четыре матча в высшей лиге за минское «Динамо». Сезон 1990 года провёл в финском клубе ХИК-2 Хельсинки. По возвращении в Беларусь в 1991 году стал играть за «Днепр» (Могилёв), в составе которого провёл 17 матчей в высшей лиге Беларуси в 1992 году. Затем вернулся в Пинск, где до 1996 года выступал за «Коммунальник». Позже играл за «Реал» (Минск) (1997, 1 матч 2 гола), «Торпедо» (Минск) (1997, 6 матчей), «Даугава» (Рига, Латвия) (1997, 4 матча), «Неман» (Гродно) (1998).
В 2001—2003 годах работал администратором в клубе «Пинск-900».
Сергей Домашевич скончался 13 июня 2025 года.